# Phrictus moebiusi
Phrictus moebiusi är en insektsart som beskrevs av Schmidt 1905. Phrictus moebiusi ingår i släktet Phrictus och familjen lyktstritar. Inga underarter finns listade i Catalogue of Life.